# محطة هيدروجين

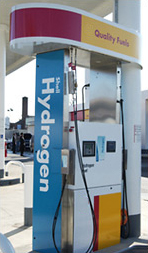
مضخة محطة الهيدروجين

محطة الهيدروجين هي مخزن أو محطة أو مولد لتعبئة الهيدروجين، وتقع عادة ضمن محطات الوقود على طول الطريق أو يخصص لها مكان على الطريق السريع ببعض الدول، أو في المنزل كجزء من مفهوم التوليد في الموقع. تهدف المحطات عادة إلى توفير الوقود الهيدروجيني للمركبات، ولكن يمكن أن تستخدم أيضاً لشحن الأجهزة الصغيرة. بعض أنواع السيارات تستخدم الهيدروجين كوقود، ويستخدم كذلك خلايا الوقود والوقود المختلط مثل HCNG. وتزود السيارات بالغاز في المحطات بوحدة الكيلوغرام.
في عام 2000 افتتحت شركة فورد وشركة منتجات التكييف أول محطة الهيدروجين في الولايات المتحدة الأمريكية في مدينة ديربورن بولاية مشيغان. ومنذ مطلع الألفية الجديدة أنشأت العديد من محطات تعبئة وقود الهيدروجين التي افتتحت في جميع أنحاء العالم، وهذا لا يعني أنها سوف تحل محل البنية التحتية الواسعة لمحطات البنزين، التي تبلغ تكلفتها حوالي نصف تريليون دولار أمريكي في الولايات المتحدة وحدها.

## محطات التزود بوقود الهيدروجين حول العالم

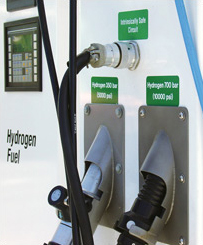
أنبوب تعبئة غاز الهيدروجين

### أوروبا
في عام 2019، كان هناك 177 محطة في أوروبا، 43 محطة منهم قيد الإنشاء.

#### ألمانيا
اعتبارًا من يونيو 2020، هناك 84 محطة وقود هيدروجين متاحة للجمهور و 21 قيد الإنشاء. ويتم تشغيل معظمها ولكن ليس كل المحطات من قبل الشركاء من الشراكة الطاقة النظيفة.
- في ولاية هاواي افتتحت محطة الهيدروجين الأولى في هيكام في عام 2006، بحلول عام 2015 حوالي 25 من محطات الهيدروجين ستفتتح في أوهايو.[7][8]
- أيسلندا افتتحت أول محطة للهيدروجين تجارية في عام 2003 كجزء من الطاقة المتجددة في أيسلندا على اقتصاد الهيدروجين.[9]
- المحطات في كاليفورنيا افتتحت بواسطة شركة خلايا الوقود في كاليفورنيا، بأمر الحاكم أرنولد شوارزنيجر ببرنامج طريق الهيدروجين السريعة بكاليفورنيا.[10]
- اليابان لديها عدد من محطات تعبئة الهيدروجين التي تديرها مشروع اليابان لخلايا الوقود الهيدروجيني لاختبار التقنيات المختلفة لتوليد الهيدروجين[بحاجة لمصدر]، وتضيف آخر 100 من محطات الهيدروجين مع تلك العمليات في عام 2015 الماضي.[11][12]
- كولومبيا البريطانية بكندا، إنشاء 7 محطات هيدروجين في العاصمة فيكتوريا في وقت يتزامن مع دورة الألعاب الأولمبية الشتوية عام 2010، كان العقد الأول من نوعه في العالم للتزود بالهيدروجين في 70 ميغاباسكال، والعقد هو الأطول في التنفيذ في شبكة المدينة، بعد أن تم تزويد الهيدروجين منذ مارس 2002.[13]
- تم التعاقد بين (DESC ناسداك)، وذلك لبناء EVermont نظم متقدمة للطاقة الشمالية وطاقة البروتون، سواء شركات خاصة أو مملوكة بالكامل لنظم الطاقة الموزعة.مضخة للتزود بوقود الهيدروجين

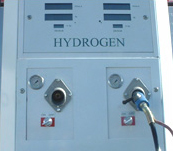
مضخة للتزود بوقود الهيدروجين

- محطة التزويد بالهيدروجين افتتحت في عام 2007 في حرم جامعة ولاية أوهايو في مركز بحوث للسيارات، هذه المحطة هي الوحيدة في ولاية أوهايو.[14]
- تقع المحطة الوحيدة تعبئة الهيدروجين فقط في ولاية ميزوري الحرم الجامعي ولاية ميزوري جامعة العلوم والتكنولوجيا.[15]
- تم بناء محطة الهيدروجين بموافقة النموذج في الامتثال لجميع اشتراطات السلامة السائدة، الرموز البيئية والبناء في فينيكس لإثبات أن هذه المحطات للتغذية يمكن أن تبنى في المناطق الحضرية.[16]
- Hynor افتتح أول محطة للتزود بوقود الهيدروجين في النرويج في فبراير 2007.[17]
- فتحت المملكة المتحدة أول محطة وقود الهيدروجين عند جامعة برمنغهام.[18]
- في يونيو 2008، هيئة البرامج للأبحاث والتطور التكنولوجي وضعت مشروعاً عالمي لتسهيل عملية الموافقة على إنشاء محطات إعادة التزود بالوقود الهيدروجيني (HRS) في أوروبا لكن لم يتم الموافقة على المشروع.[19]